# Wyciąg (wspinaczka)
Wyciąg – we wspinaczce – odległość między dwoma stanowiskami asekuracyjnymi wyznaczona przede wszystkim długością używanej liny oraz konfiguracją terenu i ilością sprzętu. Tradycyjnie długość drogi mierzy się liczbą wyciągów, szczególnie we wspinaczce górskiej. Długości wyciągów bywają jednak bardzo różne. W uproszczeniu przyjmuje się, że standardowa długość wyciągu to około 50 metrów.

## Wspinanie metodą wyciągową
W trakcie wspinaczki, wspinacze tworzą zwykle dwuosobowe zespoły. Wspinacz, który prowadzi wyciąg przywiązuje się do jednego z końców liny i rozpoczyna wspinaczkę od stanowiska asekuracyjnego, tworząc po drodze punkty asekuracyjne, przez które przeplata linę. W tym samym czasie jego partner stoi lub siedzi na stanowisku asekuracyjnym i asekuruje prowadzącego. W momencie gdy prowadzący dotrze do miejsca nadającego się na założenie stanowiska, przygotowuje je i wpina się do niego autoasekuracją, zwalniając tym samym partnera z obowiązku asekuracji.
Następnie role wspinacza i asekuranta ulegają zamianie. Dawny prowadzący stoi na nowym stanowisku i asekuruje wspinacza, który dochodzi do niego od dołu ze starego stanowiska. Każdy wyciąg jest zatem pokonywany przez obu wspinaczy, przy czym pierwszy prowadzi, mając linę od dołu i zakładając po drodze punkty asekuracyjne, a drugi wspina się po „śladach” prowadzącego mając linę od góry i likwidując po drodze punkty asekuracyjne.
Po spotkaniu się obu wspinaczy na nowym stanowisku wyciąg jest ukończony i można przystąpić do pokonywania kolejnego wyciągu. Zagadnienie, kto ma prowadzić który wyciąg, jest rozstrzygane między członkami zespołu. Istnieją zespoły, które umawiają się, że zawsze jeden ze wspinaczy prowadzi, a drugi dochodzi „na drugiego”, jak i zespoły, które prowadzą wyciągi na przemian. Zdarza się też, że jeden z członków zespołu się wspina, a drugi go tylko asekuruje na kolejnych odcinkach, samemu dochodząc na kolejne stanowiska przy pomocy tzw. małp.
Wyciągi nie występują przy tzw. asekuracji lotnej, która polega na tym, że obaj wspinacze wspinają się naraz, będąc przywiązani do liny na stałe u obu jej końców. Asekurację lotną stosuje się jednak tylko w łatwym terenie (np.: na trawiastych stokach, lub łatwych graniach). Ale i to ostatnio ulega zmianom. Dokonywane są obecnie bardzo szybkie przejścia dróg wielkościanowych w czasie których zespoły wspinają się właśnie z lotną asekuracją, gdyż jest to najszybsza technika.

## Czasy przejść
Czas przejścia jednego wyciągu zależy od wielu czynników – stylu przejścia, stosowanej techniki asekuracji, trudności drogi, warunków pogodowych i przygotowania kondycyjnego i technicznego wspinaczy. Może to być zarówno kilkanaście minut, jak i kilka godzin. Bywają jednak sytuacje, że jeden, szczególnie trudny wyciąg potrafi zająć wspinaczom nawet kilka dni; ma to miejsce na przykład podczas wytyczania nowych dróg, a także podczas wspinania w terenie wymagającym wbijania haków (w szczególności, we wspinaczce hakowej). Duży wpływ na czas pokonania wyciągu przez zespół ma przenoszone obciążenie – transportowanie dużych ilości sprzętu, wody, i żywności (określane mianem „holowania worów”) wydatnie spowalnia i komplikuje wspinaczkę.

## Liczba wyciągów
Sposób podziału drogi na wyciągi (i w konsekwencji liczba wyciągów na drodze) tylko czasami ma związek z długością stosowanej liny. W praktyce, o długości wyciągu decyduje dogodność warunków do założenia bezpiecznego stanowiska, a także przebieg drogi i układ punktów asekuracyjnych – każda zmiana kierunku przebiegu drogi wiąże się ze zwiększeniem tarcia liny o przeloty, i w konsekwencji utrudnia prowadzącemu jej wybieranie. Innym powodem decyzji o skróceniu wyciągu może być brak odpowiedniej ilości sprzętu; prowadzący może potrzebować do dalszej asekuracji elementów, które już wykorzystał przy wcześniej osadzanych przelotach.